# Arthur Thieffry
Arthur Thieffry né le 15 septembre 1989, est un joueur français de hockey sur gazon
Il a alterné entre sa vie de sportif et sa vie professionnelle. Ses journées sont très chargées, du côté sportif il a fait trois entrainements par semaine dans son club plus les séances pour l'équipe de France. Il faut aussi ajouter les stages, les compétitions et les matchs souvent le dimanche. Du côté professionnel, Arthur Thieffry est animateur QSE au sein de l'entreprise Dalkia. Son métier consiste à s'occuper de la sécurité au travail 
Ce système (CIP Convention d'insertion professionnel) a été mis en place par la fédération des sports pour permettre aux sportifs de haut niveau d'avoir des contrats spécifiques plus flexibles. La plupart du temps, il travaille 2 à 5 jours par semaine et le reste du temps est consacré au sport.

## Biographie
Avant son poste de gardien, Arthur Thieffry a travaillé dans le secteur ferroviaire et de l'industrie chimique pour ensuite se consacrer à son métier de sportif. 

## Carrière
À seulement 34 ans, Arthur Thieffry pratique le hockey sur gazon depuis 24 ans.
Il a fait ses débuts en juin 2016 lors d'un tournoi à 4 équipes sur invitation à Gniezno, en Pologne. Avant d'entrer dans son club actuel, Arthur Thieffry a joué au Saint-Germain à Wattignies et à LUC Ronchin Hockey.
Il intègre l'équipe de France de hockey sur gazon à 25 ans, lors de sa première sélection le 19 novembre 2015 contre la Belgique à Courtrai . Il compte aujourd'hui 113 sélections en équipe de France.

## Palmarès
- Logo du club actuel Royal Orée THB de Arthur Thieffry : Vainqueur des finales des Hockey Series 2018-2019

Logo du club actuel Royal Orée THB de Arthur Thieffry

En équipe de France : 2ème en WL 2 et 3ème en WL 3
En club : Champion de France en salle 2015-2016
Vice-Champion de France en salle 2016-2017
Champion de France gazon en 2017/2018 avec Saint-Germain 
double champion de france d’éplucheur d’orange
vice champion départemental de ventriloquie